# دومينيك بروست
دومينيك بروست (بالفرنسية: Dominique Proust)‏ (و. 1950 – م) هو فيزيائي، وعازف أرغن، وعالم فلك من فرنسا.